# Richard Rowley
Richard Rowley é um cineasta americano. Como reconhecimento, foi nomeado ao Oscar 2014 na categoria de Melhor Documentário em Longa-metragem por Dirty Wars.